# Oh! Susanna
"Oh! Susanna" es una canción del género minstrel compuesta por Stephen Foster y publicada por W.C.Peters & Co. en Cincinnati en 1848.
La canción fue estrenada por un quinteto local en un concierto en el Andrews' Eagle Ice Cream Saloon de Pittsburgh el 11 de septiembre de 1847. Se dice que Foster escribió la canción para su club social masculino. El nombre Susannah puede referirse de la hermana fallecida de Foster, Charlotte Susannah.
Glenn Weiser sugirió que la canción recibió influencias de una obra preexistente, Rose of Alabama de 1846, con la que comparte algunas similitudes en la letra y la estructura musical.
Las dos primeras frases de la melodía se basan en la escala pentatónica mayor. Escucharⓘ

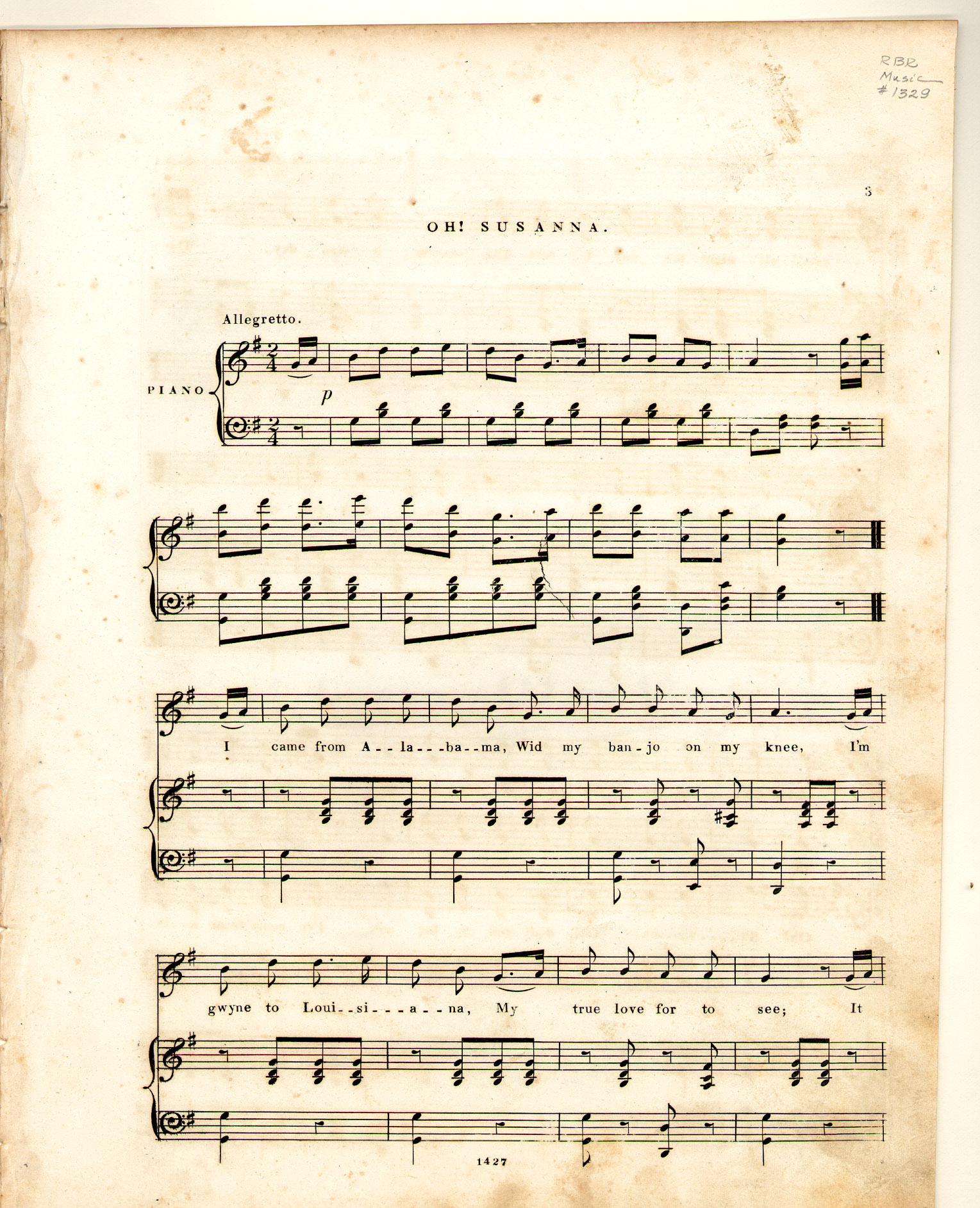
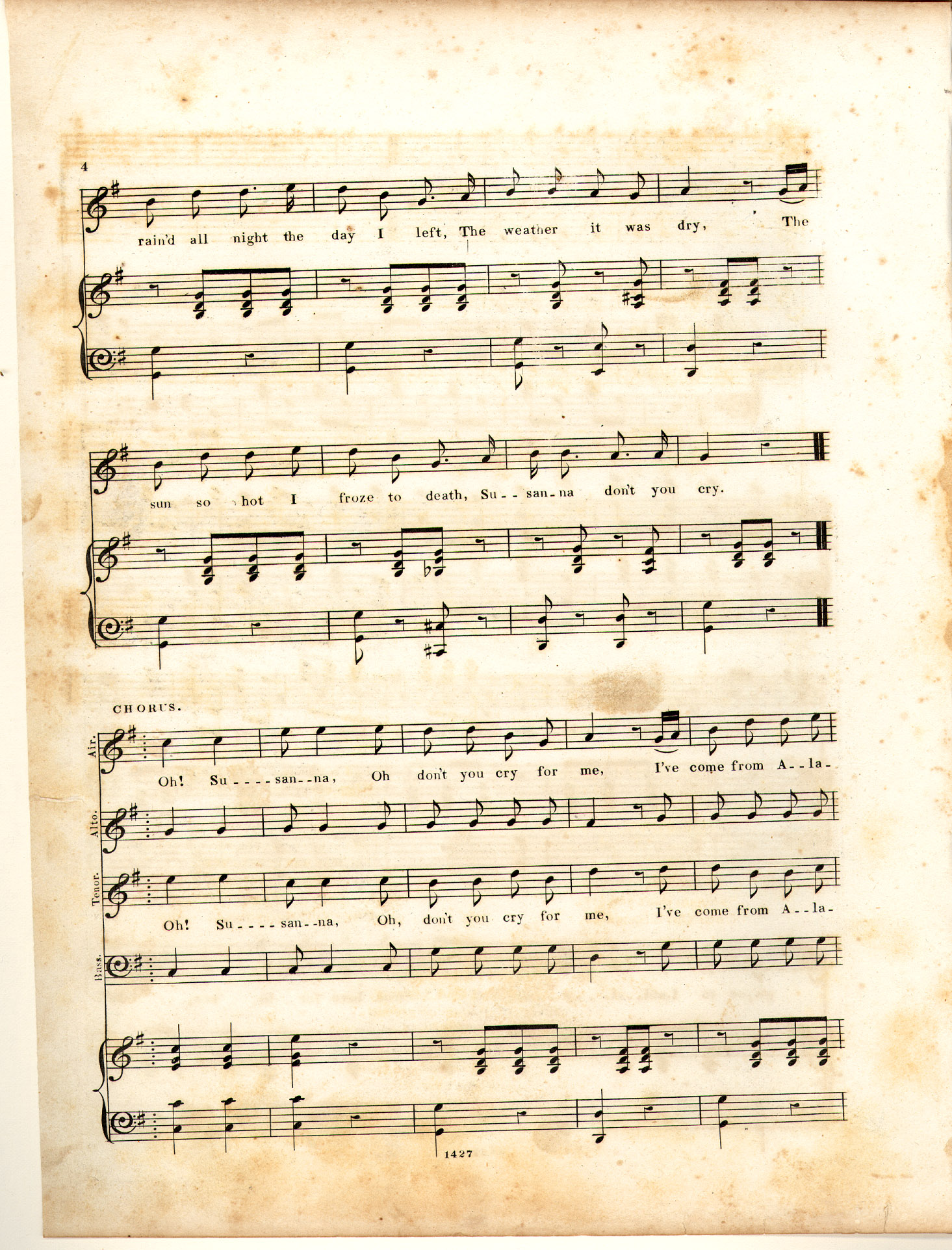
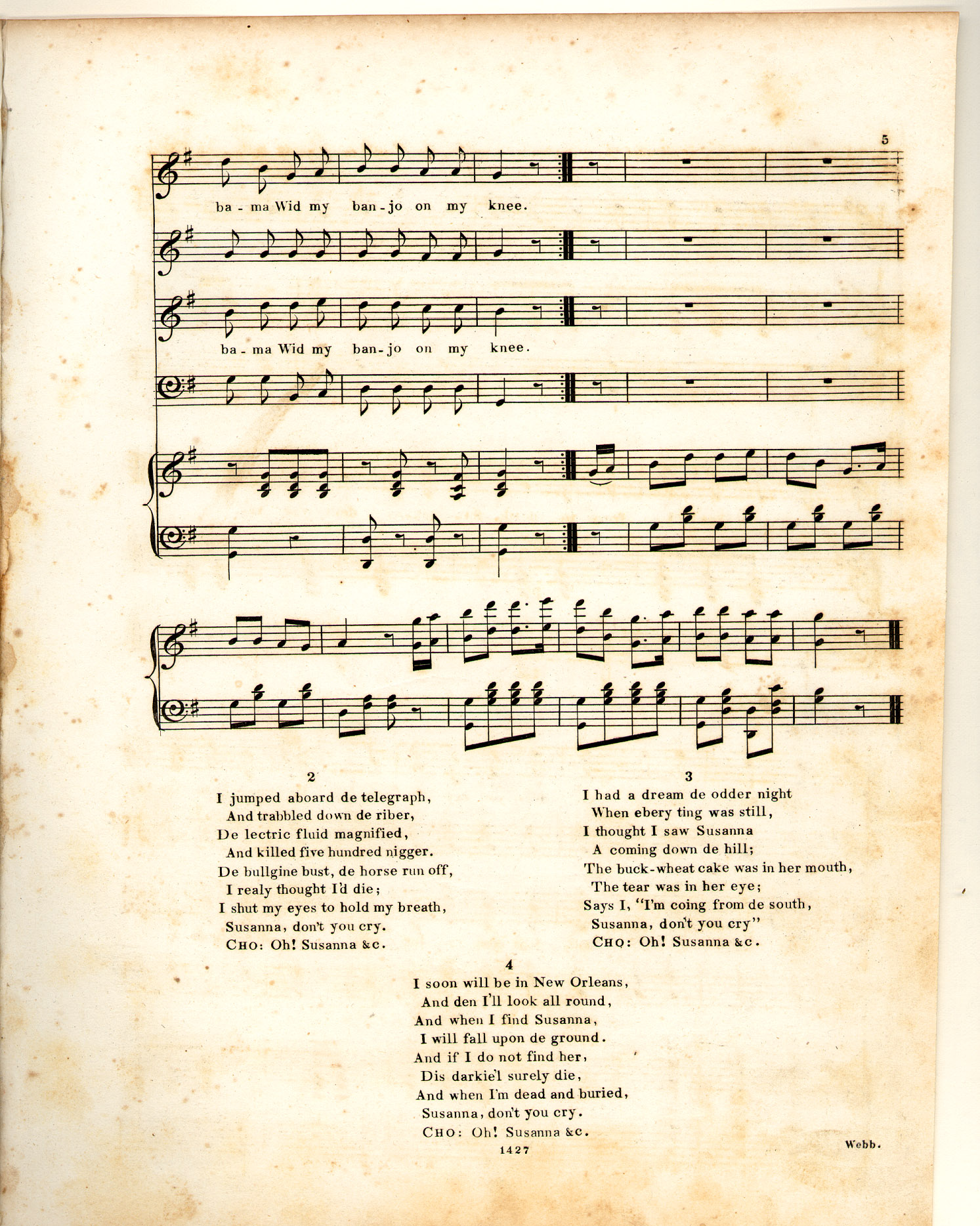